# 金勇光 (足球运动员)
金勇光（朝鮮文：김용광；英文：Kim Yong-Gwang；1992年9月18日—），朝鮮職業足球員，朝鮮國家少年足球隊及朝鮮國家足球隊隊員。現在效力於朝鮮足球聯賽球會火炬體育團。

## 簡歷
金勇光在2015年首次入選朝鮮國家足球隊，參與了2018年世界盃的預選賽。之後，參與2015年東亞盃決賽賽事，並在補時對日本國家足球隊的賽事中首次以後備身分上陣，而朝鮮以一勝一平一和成績獲得季軍。
此前，2007年入選朝鮮國家少年足球隊參與了2008年亞足聯U16少年錦標賽預選賽，在對馬來西亞國家少年足球隊的賽事中以後備身分上陣並成功晉級，但事後發生違規使用超齡球員事件被取消晉級資格。

## 榮譽

### 球會
火炬體育團
- 朝鮮足球甲組聯賽冠軍（2）：2014年、2016年；
- 普天堡火炬獎運動會：2017年；